# Baltimora
Baltimora es un género de plantas fanerógamas perteneciente a la familia de las asteráceas. Comprende 11 especies descritas y de estas, solo 2 aceptadas. Se distribuye desde el sur de México hasta Panamá.

## Descripción
Son hierbas anuales, que alcanzan un tamaño de hasta 3 m de alto, raíz axonomorfa; tallos erectos, subglabros en la base, estrigosos hacia el ápice, con tricomas de 0.3 mm de largo. Hojas opuestas, amplia a angostamente ovadas, 2.5–15 cm de largo y 1.5–12 cm de ancho, ápice acuminado, base truncada a cortamente atenuada, márgenes serrados a biserrados, débil a moderadamente estrigosas, frecuentemente con diminutas glándulas sésiles; pecioladas. Capitulescencias de racimos con pocos capítulos a panículas grandes, axilares y terminales; capítulos radiados; involucros subcilíndricos a subglobosos, 2.4–4.5 (–6) mm de ancho; filarias 3–6, en 3 series, de longitud desigual, libres, angostamente ovadas, 3.5–6 mm de largo y 1.7–2.2 mm de ancho, ápice agudo-acuminado, débilmente estrigosas, con glándulas sésiles, con el margen apical ciliado; receptáculos convexos, paleáceos; páleas escariosas, conduplicadas, lanceoladas, 3.5–4.2 mm de largo y 0.6–0.8 mm de ancho, ápice agudo, márgenes ciliados, el nervio principal débil; flósculos del radio 3–8, fértiles, glabros o estrigosos adaxialmente, el tubo 1.2 mm de largo, las lígulas elípticas, 3.8–5.5 mm de largo y 1.2–3.1 mm de ancho, amarillas a amarillo-anaranjadas; flósculos del disco 16 o más, funcionalmente estaminados, las corolas con garganta infundibuliforme de 1 mm de largo, el tubo 1 mm de largo, amarillo; anteras ca 1.7 mm de largo, apéndice truncado, los ovarios estériles y sin vilano. Aquenios triquetros, 2.4–3.2 mm de largo y 1.6–1.9 mm de ancho, a veces marcadamente alados en los ángulos, en los costados lisos a tuberculados, truncados y glabros o puberulentos en el ápice; vilano una corona pequeña o cúpula de tejido.

## Taxonomía
El género fue descrito por Carlos Linneo y publicado en Mantissa Plantarum 2: 158, 288. 1771. La especie tipo es Baltimora recta L.	

## Especies aceptadas
A continuación se brinda un listado de las especies del género Baltimora aceptadas hasta julio de 2012, ordenadas alfabéticamente. Para cada una se indica el nombre binomial seguido del autor, abreviado según las convenciones y usos.
- Baltimora recta L.
- Baltimora geminata (Brandegee) Stuessy